# Tundraspelspindel
Tundraspelspindel (Mecynargus borealis) är en spindelart som först beskrevs av Jackson 1930.  Tundraspelspindel ingår i släktet Mecynargus och familjen täckvävarspindlar. Arten är reproducerande i Sverige. Inga underarter finns listade i Catalogue of Life.